# Lista över Europas största flygplatser

## Statistik
Sökfråga på wikidata efter rådata.

## Flygplatser
Statistik från 2019 innan Corona. Källa: Engelska Wikipedia List of the busiest airports in Europe.
| Plats | Land           | Flygplats                                 | Stad              | Kod (IATA/ICAO) | Antal passagerare 2019 |
| ----- | -------------- | ----------------------------------------- | ----------------- | --------------- | ---------------------- |
| 1.    | Storbritannien | London-Heathrow flygplats                 | London            | LHR             | 80,8 milj              |
| 2.    | Frankrike      | Paris-Charles de Gaulle flygplats         | Paris             | CDG             | 76,1 milj              |
| 3.    | Nederländerna  | Amsterdam-Schiphols flygplats             | Amsterdam         | AMS             | 71,7 milj              |
| 4.    | Tyskland       | Frankfurt Mains flygplats                 | Frankfurt         | FRA             | 70,5 milj              |
| 5.    | Spanien        | Adolfo Suárez Madrid-Barajas flygplats    | Madrid            | MAD             | 61,7 milj              |
| 6.    | Spanien        | Barcelona-El Prats flygplats              | Barcelona         | BCN             | 52,6 milj              |
| 7.    | Turkiet        | Istanbul Airport                          | Istanbul          | IST             | 52,0 milj              |
| 8.    | Ryssland       | Sjeremetevos internationella flygplats    | Moskva            | SVO             | 49,4 milj              |
| 9.    | Tyskland       | Münchens flygplats                        | München           | MUC             | 47,9 milj              |
| 10.   | Storbritannien | Gatwick flygplats                         | London            | LGW             | 46,5 milj              |
| 11.   | Italien        | Rom-Leonardo da Vinci–Fiumicino flygplats | Rom               | FCO             | 43,5 milj              |
| 12.   | Irland         | Dublin Airport                            | Dublin            | DUB             | 32,9 milj              |
| 13.   | Frankrike      | Paris-Orly flygplats                      | Paris             | ORY             | 31,8 milj              |
| 14.   | Österrike      | Wien-Schwechats flygplats                 | Wien              | VIE             | 31,6 milj              |
| 15.   | Schweiz        | Zürichs internationella flygplats         | Zürich            | ZRH             | 31,5 milj              |
| 16.   | Portugal       | Lissabon-Portelas flygplats               | Lissabon          | LIS             | 31,1 milj              |
| 17.   | Danmark        | Kastrups flygplats                        | Köpenhamn         | CPH             | 30,2 milj              |
| 18.   | Spanien        | Palma de Mallorcas flygplats              | Palma de Mallorca | PMI             | 29,7 milj              |
| 19.   | Storbritannien | Manchester Airport                        | Manchester        | MAN             | 29,3 milj              |
| 20.   | Italien        | Milano-Malpensa flygplats                 | Milano            | MXP             | 28,8 milj              |